# Orsilochus crassiceps
Orsilochus crassiceps är en mångfotingart som beskrevs av Carl Graf Attems 1900. Orsilochus crassiceps ingår i släktet Orsilochus och familjen Siphonotidae. Inga underarter finns listade i Catalogue of Life.